# Ravil Tagir
Ravil Tagir (kasachisch Равиль Тагир; * 6. Mai 2003 im Gebiet Schambyl, Kasachstan) ist ein türkisch-kasachischer Fußballspieler, der seit September 2020 beim Istanbul Başakşehir FK unter Vertrag steht. Außerdem ist er türkischer Nachwuchsnationalspieler.

## Karriere
Tagir ist mit 1,82 Meter großer Abwehrspieler, genauer spielt er in der Innenverteidigung als linker Innenverteidiger.

### Verein
Tagir stammt aus der Talentschmiede der Jugendakademie, Altınordu Fußball Akademie (ALFA), von Altınordu Izmir und wechselte im Juni 2019 fest in die Profimannschaft; er unterschrieb dort seinen ersten, über drei Jahre laufenden Profivertrag. Später im August 2019 gab er in der TFF 1. Lig, der zweithöchsten türkischen Ligaspielklasse, sein Profidebüt für Altınordu Izmir. In der laufenden Spielzeit avancierte der 16-jährige Tagir zum Stammspieler. Von einem türkischen Fußballsachverständigen wird der talentierte Abwehrspieler als nächster bzw. neuer Çağlar Söyüncü prognostiziert.
Am 28. September 2020 wechselte er nach Beginn der Saison 2020/21 zum amtierenden türkischen Meister Istanbul Başakşehir FK. Im Januar 2021 wurde Tagir mit 17 Jahren von UEFA-Korrespondenten zu den 50 Toptalenten der Zukunft auserkoren, die 2021 ihren profifußballerischen Durchbruch erlangen könnten. Bis zum Saisonende 2021/22 kam er zu 17 Pflichtspieleinsätzen in der Süper Lig und im Ziraat Türkiye Kupası, womit sich Tagir nicht als Stammspieler etablierte. Im Juni 2022 wurde er für zwei Jahre an den Aufsteiger in die belgische Division 1A KVC Westerlo ausgeliehen wurde.
In seiner ersten Saison dort bestritt er dort 28 von 40 möglichen Ligaspielen. In der nächsten Saison kam er auf 30 von wiederum 40 möglichen Ligaspielen.

### Nationalmannschaft
Der gebürtige Kasache Tagir erhielt 2018 die türkische Staatsangehörigkeit und begann im März 2018 seine Nationalmannschaftskarriere bei den U15-Junioren der Türkei. Im Januar 2019 gewann er mit den türkischen U16-Junioren die 20. Ausgabe des Ägäis-Pokals.
Im August 2019 wurde Tagir mit 16 Jahren vom türkischen U21-Nationaltrainer Vedat İnceefe zum ersten Mal in die türkische U21-Nationalmannschaft berufen; er war der jüngste Spieler des Kaders. Tagir gab am 6. September 2019 gleich im ersten Spiel sein U21-Länderspieldebüt und das direkt in der Startelf im Qualifikationsspiel zur U21-Europameisterschaft 2021. Später nahm er auch an den Qualifikationsspielen zur U21-Europameisterschaft 2023 teil.
Im September 2022 wurde er in den Kader der A-Nationalmannschaft beim Nations-League-Spiel gegen die Färöer-Inseln berufen, dann aber nicht eingesetzt. Weitere Berufungen erfolgten bis Sommer 2024 nicht.

## Erfolge
- Altınordu Izmir
  - U17-Junioren
    - Türkischer U17-Meister: 2018/19[3]

- Türkische Nationalmannschaft
  - U16-Junioren
    - Ägäis-Pokalsieg: 2019[10]